# 風翼衝浪

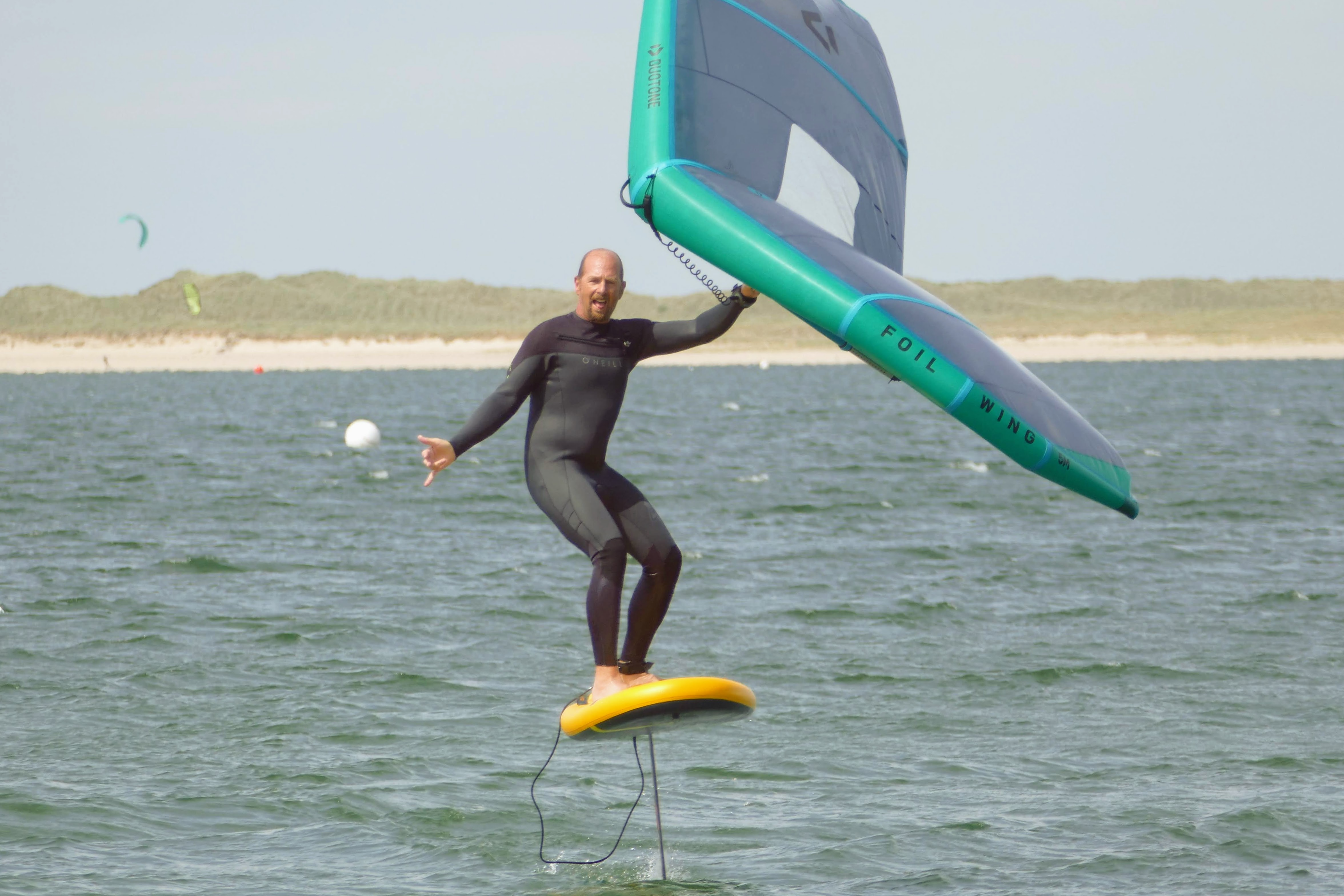
使用風翼及裝有水翼的充氣衝浪板進行的風翼衝浪

風翼衝浪是一種使用風翼及水翼衝浪板來衝浪的水上運動。風翼和衝浪板不相連，衝浪者需要把雙脚固定站立在衝浪板上，並用雙手控制充氣式的風翼，藉助風力在水面上滑行 。